# Rappin' 4-Tay
Ентоні Форте (Anthony Forté) (народився 2 березня 1968 року), більш відомий під  сценічним псевдонімом Rappin' 4-Tay, - американський репер з Сан-Франциско, Каліфорнія, найкраще відомий завдяки спільним роботам із Тупаком Шакуром.

## Музична кар'єра
4-Tay дебютував на альбомі виконавця Too Short Life Is...Too Short, одразу після школи. Згодом він був заарештований за наркоторгівлю і приговорений до 10 місяців ув'язнення. Після виходу з тюрми у 1991 Форте випускає дебютний альбом під назвою Rappin' 4-Tay Is Back, та в 1994 Don't Fight the Feelin', який включав у себе хіт "Playaz Club" (який містив семпли "Private Number" Уілліама Белла та Джуді Клей. Сингл потрапив на 36 сходинку чарту Billboard Hot 100), "Dank Season" за участі Seff Tha Gaffla, та "I'll Be Around" (номер 39 на Billboard Hot 100). .
Одна з найвідоміших робіт виконавця, яка принесла йому славу, це композиція "Only God Can Judge Me", записана у 1996 Тупаком Шакуром спільно з Rappin' 4-Tay. Вона була включена до альбому All Eyez on Me Шакура. 4-Tay також був членом супергурту з Сан-Франциско T.W.D.Y. у 1999.
У 1990-х Rappin' 4-Tay тримається у ротації, проте з поступовим занепадом джи-фанку дещо переорієнтується на локальну хіп-хоп сцену.
Теми пісень 4-Tay переважно стосуються соціальної нерівності, криміналу на вулицях і бідності.

## Дискографія
- 1991: Rappin' 4-Tay is Back
- 1994: Don't Fight the Feelin'
- 1996: Off Parole
- 1997: 4 Tha Hard Way
- 1998: Bigga Than Da Game
- 1999: Derty Werk (with T.W.D.Y.)
- 1999: Introduction to Mackin
- 2003: Gangsta Gumbo
- 2007: That's What You Thought
- 2011: Still Standing
- 2011: Where Is The Love?

## Додаткові посилання
- Rappin' 4-Tay у соцмережі «Твіттер»
- http://rappin4tay.wordpress.com[недоступне посилання з червня 2019]